# Luca Notara
Luca Notara (in greco Λουκάς Νοταράς?; Monemvasia, ... – Costantinopoli, 3 giugno 1453) è stato un generale bizantino, l'ultimo Mega Dux dell'impero bizantino dal 1444 al 29 maggio 1453.

## Biografia
Luca Notara era il braccio destro di Demetrio Paleologo, che era a capo dei synaxis, ossia un gruppo religioso di culto ortodosso, contrario ai patti stabiliti tra le due chiese cristiane nel concilio di Firenze, che prevedevano la riunificazione tra Chiesa d'Oriente e Roma. A questo proposito, è universalmente nota la frase con cui Notara condannò la riunificazione della chiesa di Costantinopoli con la chiesa di Roma nel 1452:
(Luca Notara)
Ciò è confermato dal fatto che, mentre l'Imperatore Costantino XI si adoperava per assicurarsi l'aiuto occidentale, chiedendo sussidio e truppe ai latini, il Notara invece soffiava sul fuoco, incitando gli ortodossi contro l'intervento degli occidentali. Sembra che Luca Notara esponesse le sue idee anche nei suoi discorsi politici, spesso con riferimenti ambigui, provocando per questo molti contrasti nella gerarchia imperiale bizantina. L'amico più stretto di Costantino XI, nonché suo segretario personale, Giorgio Sfranze, spese raramente una parola in difesa del Notara, e si dice che egli avesse una grande antipatia verso di lui.
Durante l'assedio di Costantinopoli, Costantino XI affidò a Notara la zona della porta Basilica (o Imperiale), al comando di 100 cavalieri bizantini e alcuni altri latini. Secondo alcuni soldati che combatterono a Costantinopoli, egli lasciò una porticina aperta sulle mura in modo che gli ottomani potessero entrare, essendo stato corrotto dal sultano Mehmed II. Prova ne sarebbe, secondo loro, il fatto che poco dopo l'inizio dell'assedio la bandiera turca fu innalzata sulla torretta sopra la porta di Kerko, difesa dagli uomini del Notara. Questa voce, tuttavia, non fu mai confermata e potrebbe essere anche una calunnia. Bisogna comunque sottolineare che durante l'ultima battaglia si verificò un alterco tra il genovese Giovanni Giustiniani Longo e Luca Notara, per il fatto che quest'ultimo non riusciva a procurare la promessa polvere da sparo per l'uso dei cannoni; Giovanni estrasse il coltello e lo puntò minacciosamente verso Luca Notara, accusandolo di essere un traditore. Un altro fatto che dà sospetto è che la parte delle mura che per prime fu sconfitta dalla marina ottomana fu proprio quella consegnata dal Notara.
Notara, sua moglie Paleologina e i suoi figli furono catturati dagli ottomani e inizialmente fu loro concessa clemenza in nome del ristabilimento dell'ordine in città, che poteva essere raggiunto anche con il contributo del Notara. Ciò nonostante, dopo poco fu giustiziato insieme ai suoi figli e al genero che faceva parte della famiglia dei Cantacuzeni (penultima famiglia imperiale bizantina). Ciò potrebbe essere accaduto perché il sultano riconsiderò l'opportunità di mantenere in vita un nobile che aveva rapporti con il Vaticano e con Venezia, come pensa Gibbon. Però il racconto più diffuso sulla morte di Luca Notara è quello dello storico Steven Runciman:
C'è anche un'altra versione della morte di Luca Notara, scritta da un componente della famiglia dei Ducas.
La moglie morì schiava sulla strada per Adrianopoli, nella città di Messene. Due membri della sua famiglia figurano tra i passeggeri di una nave genovese che sfuggì alla caduta della città. La figlia Anna divenne con la zia il punto focale della comunità bizantina espatriata a Venezia.
Una collezione di lettere del Luca Notara in latino è stata pubblicata in Grecia con il titolo Epistulae. I titoli delle lettere sono: "Ad Theodorum Carystenum", "Scholario", "Eidem", "Ad eundem & Sancto magistro Gennadio Scholario". Notara figura come personaggio nel libro Johannes Angelos dall'autore finlandese Mika Waltari.